# Damn Yankees!
Damn Yankees! è un film del 1958 diretto da George Abbott e Stanley Donen.
Fu diretto da George Abbott e Stanley Donen, con una sceneggiatura di Abbott, adattata dal libro del musical del 1955 scritto da lui stesso e Douglass Wallop, a sua volta basato sul romanzo del 1954 "The Year the Yankees Lost the Pennant" di Wallop. La trama è una rivisitazione della leggenda del Dottor Faust e si concentra sulle squadre di baseball dei New York Yankees e dei Washington Senators. Con l'eccezione di Tab Hunter nel ruolo di Joe Hardy (che sostituisce Stephen Douglass), i principali attori di Broadway riprendono i loro ruoli, inclusa Gwen Verdon nel ruolo di Lola.
Una differenza notevole tra le versioni cinematografica e teatrale è la performance di Gwen Verdon della canzone "A Little Brains". I movimenti suggestivi dei fianchi di Verdon (coreografati da Bob Fosse e eseguiti sul palco) erano considerati troppo audaci per il pubblico americano mainstream del 1958, quindi nel film si limita a fermarsi in quei punti. Il titolo fu cambiato nel Regno Unito per evitare l'uso della parola "Damn" sui manifesti del film, cartelloni e insegne dei cinema.

## Trama
Joe Boyd (Robert Shafer) è un fan di mezza età della fallimentare squadra di baseball dei Washington Senators. La sua ossessione per il baseball sta creando una frattura tra lui e sua moglie, Meg, un problema condiviso da molte altre mogli dei tifosi dei Senators. Meg guida queste donne nel lamentarsi della fissazione dei loro mariti per lo sport ("Six Months Out of Every Year").
Dopo aver visto la sua squadra perdere ancora una volta, Joe dichiara impulsivamente che venderebbe l'anima al diavolo pur di vedere la sua squadra battere gli Yankees. Appena finisce di parlare, il diavolo appare davanti a lui sotto forma di un elegante truffatore, Applegate. Applegate sostiene di poter fare di meglio: può restituire a Joe la giovinezza, facendolo diventare il giocatore che farà vincere la squadra. Joe accetta, ma persuade Applegate a dargli una clausola di fuga. Applegate dichiara che Joe può tirarsi indietro, ma solo il giorno prima dell'ultima partita della stagione; dopo, la sua anima apparterrà al diavolo.
Joe dà un emozionante addio a una Meg addormentata ("Goodbye Old Girl"), dopodiché Applegate lo trasforma in un affascinante giovane uomo, ora chiamato Joe Hardy.
Il giorno successivo, l'allenamento dei Senators è un fiasco. Il loro allenatore, Ben Van Buren, sprona la squadra con un discorso motivazionale ("Heart"). Applegate arriva, presentandosi come un talent scout, e introduce la sua nuova scoperta: Joe Hardy da Hannibal, Missouri. Joe colpisce subito una serie di fuoricampo in una battuta d'allenamento improvvisata. Mentre viene firmato un contratto con i Senators, la giornalista sportiva Gloria Thorpe pianifica di mettere rapidamente Joe sotto i riflettori ("Shoeless Joe from Hannibal, Mo.").
Con fuoricampo straordinari e prese che salvano la partita, Joe guida i Senators in una lunga serie di vittorie fino a diventare un eroe nazionale. Tuttavia, Joe sente terribilmente la mancanza di Meg e continua a tornare di nascosto nel suo vecchio quartiere per vederla. Rendendosi conto che questo potrebbe rovinare i suoi piani, Applegate richiama la sua demoniaca assistente Lola, una seduttrice che un tempo era conosciuta come la donna più brutta del suo territorio, ma che ha venduto la sua anima ad Applegate in cambio della giovinezza e della bellezza eterna. Le viene ordinato di far dimenticare a Joe sua moglie, un compito che Lola è sicura di poter svolgere ("A Little Brains, A Little Talent").
Joe riesce ad avvicinarsi a Meg affittando una stanza nella sua vecchia casa; Meg è ignara della sua fama nel baseball. Applegate e Lola intrappolano Joe negli spogliatoi della squadra di baseball, dove Lola cerca con sicurezza di sedurre Joe ("Whatever Lola Wants"). Ma fallisce: Joe ama profondamente Meg e non cede alle tentazioni di Lola. Applegate, arrabbiato, bandisce Lola.
Alla fine della stagione, i Senators sono sul punto di superare gli Yankees, così i tifosi di Washington organizzano un sontuoso tributo ("Who's Got the Pain?"). Gloria, tornata da Hannibal, Missouri, dove nessun residente ricorda un Joe Hardy, affronta Applegate sull'identità del giocatore. Applegate insinua che Joe sia in realtà Shifty McCoy, un corrotto giocatore di minor league che gioca sotto pseudonimo. Alla fine del tributo, arrivano i giornali che accusano Joe di essere Shifty. Deve incontrare il commissario di baseball per un'udienza, altrimenti sarà espulso dal baseball, proprio il giorno in cui ha intenzione di tornare ad essere Joe Boyd.
All'udienza, Meg e le sue vicine arrivano come testimoni materiali, attestando l'onestà di Joe e falsamente affermando che è cresciuto con loro a Hannibal. Il commissario assolve Joe, ma mentre tutti festeggiano, scocca la mezzanotte e Joe si rende conto che è condannato.
Applegate ha pianificato che i Senators perdano il pennant l'ultimo giorno della stagione, causando migliaia di attacchi di cuore, esaurimenti nervosi e suicidi tra i tifosi anti-Yankees in tutto il paese. Ricorda le sue altre malefatte storiche ("Those Were the Good Old Days").
Dopo l'udienza, Lola fa sapere a Joe che ha drogato Applegate per farlo dormire durante l'ultima partita. Si consolano a vicenda per la loro situazione condannata in un nightclub ("Two Lost Souls").
Tardi il pomeriggio successivo, Applegate si sveglia e scopre che la partita Senators/Yankees è già in corso. Rendendosi conto che Lola lo ha ingannato e, peggio ancora, che Lola si è realmente innamorata di Joe, la trasforma di nuovo in una brutta strega.
Arrivano al campo da baseball nel nono inning, con i Senators in vantaggio di un punto. Con due eliminati, uno dei battitori degli Yankees colpisce una lunga palla verso l'esterno. Mentre si prepara per la presa, Applegate trasforma impulsivamente Joe Hardy di nuovo in Joe Boyd davanti a tutto lo stadio. Ora paffuto e di mezza età, Joe fa un ultimo salto verso la palla e la prende, vincendo il pennant per Washington. Mentre i suoi compagni festeggiano e i tifosi invadono il campo, un Joe non riconosciuto fugge dallo stadio.
Tardi quella notte, mentre il pubblico si chiede perché Joe Hardy sia scomparso, Joe Boyd torna timidamente a casa sua. Una Meg in lacrime lo abbraccia e cantano insieme ("There's Something about an Empty Chair"). Applegate si materializza di nuovo e offre a Joe la possibilità di tornare ad essere Joe Hardy in tempo per le World Series; rende anche Lola giovane e bella di nuovo per tentare Joe. Joe lo ignora, e un Applegate che fa i capricci scompare per sempre.

## Interpreti
- Tab Hunter nel ruolo di Joe Hardy, la versione giovane di Joe Boyd
- Gwen Verdon nel ruolo di Lola, la serva demoniaca di Applegate
- Ray Walston nel ruolo di Applegate, il Diavolo travestito
- Russ Brown nel ruolo di Benny Van Buren, il manager dei Washington Senators
- Shannon Bolin nel ruolo di Mrs. Meg Boyd, la moglie di Joe Boyd
- Robert Shafer nel ruolo di Mr. Joe Boyd, un tifoso dei Washington Senators
- Rae Allen nel ruolo di Gloria Thorpe, giornalista
- Nathaniel Frey nel ruolo di Smokey, giocatore
- James Komack nel ruolo di Rocky, giocatore
- Albert Linville nel ruolo di Vernon, giocatore
- Jean Stapleton nel ruolo di Sister Miller, amica di Meg
- Elizabeth Howell nel ruolo di Doris Miller, amica di Meg
- Bob Fosse nel ruolo di Mambo Dancer (non accreditato)
- Harry Wilson nel ruolo di Spettatore (non accreditato)

Non accreditati nelle riprese d'archivio sono Yogi Berra, Mickey Mantle, Bill Skowron, e altri giocatori dei New York Yankees, oltre a Art Passarella (arbitro).